# Andrzej Kopcewicz
Andrzej Kopcewicz (ur. 1934, zm. 5 grudnia 2007) – polski filolog, profesor zwyczajny, doktor habilitowany, anglista, znawca literatury amerykańskiej. Zawodowo związany z Instytutem Filologii Angielskiej UAM w Poznaniu. Autor (1972) pierwszej napisanej w Polsce habilitacji na temat literatury amerykańskiej. Od chwili utworzenia (w 1974) do przejścia na emeryturę (w 2005) szef Zakładu Literatury Amerykańskiej w IFA UAM. Był także znawcą twórczości Jamesa Joyce’a.  W 1992 otrzymał Złoty Krzyż Zasługi.